# كريستوفر ر. بارون
كريستوفر ر. بارون (بالإنجليزية: Christopher R. Barron)‏ هو محامي أمريكي، ولد في 15 ديسمبر 1973 في مين في الولايات المتحدة.

## وصلات خارجية
- كريستوفر ر. بارون على موقع IMDb (الإنجليزية)